# Johanna Maislinger
Johanna Maislinger (23 de outubro de 1985) é uma aviadora e engenheira austríaca, atualmente empregada pela AeroLogic. Desde 2010, ela voou em Bowing 777-200F, inicialmente como primeiro oficial e então como capitã desde 2019. Ela ganhou notabilidade pública entre 2018 e 2020, ao revelar que havia conseguido o investimento necessário para ser uma turista espacial, provavelmente em 2021.

## Vida e carreira
Maislinger foi criada na cidade de Bad Goisern, Alta Áustria. Sua família possui um negócio substancial de hotelaria e hospitalidade, baseado em Bad Goisern e na cidade vizinha de Bad Ischl. Em 2004, ela foi aceita no Lufthansa Group Flight School para treinar como um piloto comercial. Após sua formatura em 2006, ela se juntou com a Austrian Airlines como primeiro oficial e voou em aeronaves Boeing 737 e Airbus A320 em rotas curtas pela Europa. Ela também completou um bacharelado em Engenharia de Tecnologia.
Em 2009, ela passou a fazer parte da Aerologic e passou a voar aeronaves Bowing 777-200F em rotas longas de Leipzig e  Frankfurt até a Ásia e Estados Unidos. Maislinger inicialmente serviu como primeira official seniore, antes de ser promovida a Relief Captain em 2011, quando ela tinha 25 anos e então para Capitã em 2019.
Em 2013 ela começou a estudar por parte do tempo na Universidade de Munique, Escola Médica, para um doutorado em medicina, um curso que geralmente demora seis anos para completar, quando se estuda integralmente. O motivo principal dessa direção foi de capacitá-la para eventualmente se inscrever na Agência Espacial Europeia como candidata a astronauta.[carece de fontes?] Espera-se que a ESA inicie sua próxima rodada de recrutamentos em 2021.

## Projeto de astronautas mulheres da Alemanha
Em março de 2016, a agência de recrutamento aeroespacial da Alemanha HESpace lançou a campanha particular Die Astronautin, que tinha o objetivo de encontrar e lançar uma astronauta alemã antes de 2020. Os organizadores esperavam encontrar financiadores particulares, que pagariam pelo voo numa nave Russa ou Estadunidense. Maislinger goi uma das 400 inscritas, que foram então reduzidas a duas finalistas, baseadas num processo de seleção supervisionado pela Agência Espacial Alemã CAA. Apesar dela ser austríaca, ela havia vivido, trabalhado e estudado na Alemanha por vários anos e esperava conseguir a cidadania alemã antes das finalistas serem escolhidas. Entretanto, antes de sua nacionalidade ser um problema, Maislinger foi eliminada, após chegar nos 30 candidatas finais.[carece de fontes?]

## Turista espacial
Em abril de 2017, após deixar o projeto Die Astronautin, ela revelou em suas redes sociais, que havia recebido o convite de participar em outro projeto de 'mulher no espaço' que a veria ser lançada numa Soyuz em 2019. O pagamento seria facilitado pela Space Adventures. Seu principal investidor seria um rico desconhecido baseado em Berlin. Outros apoiadores, ou financiadores, conectados com o projeto incluem a Red Bull e sua empresa associada Red Bull TV. Em 2019, o único assento disponível na Soyuz, foi vendido para o governo dos Emirados Árabes Unidos.
Após a Space Adventures anunciar um novo voo de turismo espacial em fevereiro de 2019, que ocorrerá na Soyuz MS-20 em dezembro de 2021, o nome da Maislinger foi conectado ao projeto. Em correspondência particular com o autor e pesquisador sobre exploração espacial Tony Quine, a Space Adventures confirmou que Maislinger era uma cliente e que poderá voar na Soyuz MS-20.
Em novembro de 2020, a The Space Review revelou que oficiais da Space Adventures confirmaram, de maneira não oficial, que Maislinger será lançada na Soyuz MS-20 em dezembro de 2021, com o cosmonauta experiente Aleksandr Misurkin e uma japonesa até o momento desconhecida. Porém, em maio de 2021 foi anunciado que Yusaku Maezawa e Yozo Hirano vorarão na MS-20.
O único austríaco a voar ao espaço foi o engenheiro Franz Viehböck, do projeto AustroMir91, que foi lançado na Soyuz TM-13 em 1991.

## Vida pessoal
Longe de sua vida profissional, Maislinger se considera como uma especialista de esportes de aventura. Ela é tanto um piloto de aerobática e de hicroavião, além de participar em montanhismo, escalada, shy-diving, cross-country skiing e cavalgada.